# Paracypris crispa
Paracypris crispa is een mosselkreeftjessoort uit de familie van de Candonidae. De wetenschappelijke naam van de soort is voor het eerst geldig gepubliceerd in 1986 door Maddocks.